# Tomasz Świerad
Tomasz Świerad (ur. 18 grudnia 1863 w Wojaszówce, zm. 2 października 1920 tamże) – rolnik, polski parlamentarzysta, działacz ludowy. Ukończył miejscową szkołę ludową. Był działaczem ruchu ludowego, członkiem PSL-Piast. Pisywał do prasy ludowej, m.in. tygodnika "Piast". W 1919 roku wybrany posłem na Sejm Ustawodawczy z okręgu 43 (Rzeszów, Ropczyce, Strzyżów). Zmarł w trakcie kadencji.